# Grunwald (organizacja młodzieżowa)
Grunwald – tajna młodzieżowa organizacja antykomunistyczna, działająca w Trzciance w latach 1950–1951.

## Powstanie
Organizacja została założona wiosną 1950 roku przez Witolda Majewskiego, późniejszego dowódcę i skupiała w swoich strukturach dwudziestu członków, w głównej mierze młodzież z trzcianeckiego liceum ogólnokształcącego. Głównym celem organizacji była walka z systemem komunistycznym. Do zadań Grunwaldowców należało zbieranie materiałów wybuchowych i broni, wydawanie broszurek propagandowych, napisy na murach (Niech żyje AK, precz z PZPR), a także wyszukiwanie kontaktów z innymi organizacjami antykomunistycznymi. Dziewczęta należące do Grunwaldu miały pełnić rolę sanitariuszek.
Pierwsi członkowie złożyli przysięgę w kwietniu 1950 r., klęcząc i trzymając dłoń na krucyfiksie. Sami ułożyli treść roty:
Przysięgam w imię Boga Wszechmogącego wierność organizacji o wyzwolenie ojczyzny z pęt komunizmu. Pragnę całym życiem dążyć do wskrzeszenia prawdziwej Niepodległej Polski. Tak mi dopomóż Panie Boże, Ojcze Wszechmogący.

## Akcje
Pierwszą poważną akcją Grunwaldu miało być zabicie funkcjonariusza trzcianeckiego Urzędu Bezpieczeństwa, okrytym złą sławą, Czesława Nowaka. Dowódca powierzył wykonanie wyroku Józefowi Urbanowiczowi ps. „Pantera”. Akcja miała się odbyć wieczorem, gdy Nowak miał wracać z wieczornego seansu w kinie. Urbanowicz, uzbrojony w belgijski pistolet FN czekał na funkcjonariusza w pobliżu jego domu przy ul. Tetmajera. Do wykonania wyroku jednak nie doszło, gdyż Nowak wracał wraz z żoną, a za nimi szła kilkuosobowa grupa ludzi.
Kolejną akcją organizacji miał być zamach na działaczy Związku Młodzieży Polskiej oraz działaczach partyjnych, przebywających w Trzciance 18 maja 1950 r. Spotkanie odbywało się w sali gimnastycznej obecnego Zespołu Szkół Ponadgimnazjalnych. Według planu akcji, ładunek wybuchowy umieszczony w lampie przy stole, gdzie siedzieli aktywiści, miał zostać zdetonowany po naciśnięciu włącznika. Do detonacji jednak nie doszło, gdyż spotkanie zakończyło się dość wcześnie i nie było potrzeby zapalenia światła.

Ładunek miał zostać usunięty następnego dnia, lecz wykonawcę ubiegł szkolny woźny. Jeden z uczestników nieudanego zamachu próbował odzyskać detonator od woźnego. Ten jednak nie oddał go, a poinformował o zdarzeniu Urząd Bezpieczeństwa.

### Pierwsze aresztowania
Wkrótce nastąpiło aresztowanie trzech Grunwaldowców: Zbigniewa Skrzyńskiego, Antoniego Nowakowskiego oraz Jana Bachnija. Cała trójka została umieszczona w areszcie Urzędu Bezpieczeństwa Publicznego w Pile. Po półrocznym śledztwie, w grudniu 1950 r. Wojskowy Sąd Rejonowy w Poznaniu na sesji wyjazdowej w Pile, uznał oskarżonych winnych zarzucanych im czynów. Antoni Nowakowski otrzymał karę 9 lat pozbawienia wolności, Zbigniew Skrzyński lat 7, a Jan Bachnij 5 lat.

## Dekonspiracja
Do dekonspiracji grupy doszło jesienią 1951 r. Wkrótce nastąpiły aresztowania pozostałych członków organizacji. Przeważnie byli oni zabierani przez funkcjonariuszy UB z mieszkań. Józef Urbanowicz został zatrzymany na uczelni – Akademii Medycznej w Łodzi. Wszyscy zostali przewiezieni do siedziby Wojewódzkiego Urzędu Bezpieczeństwa Publicznego w Poznaniu przy ul. Kochanowskiego. W trakcie śledztwa wyszło na jaw, że jeden z członków organizacji, Wacław Skorobogaty, był agentem UB w strukturach Grunwaldu.

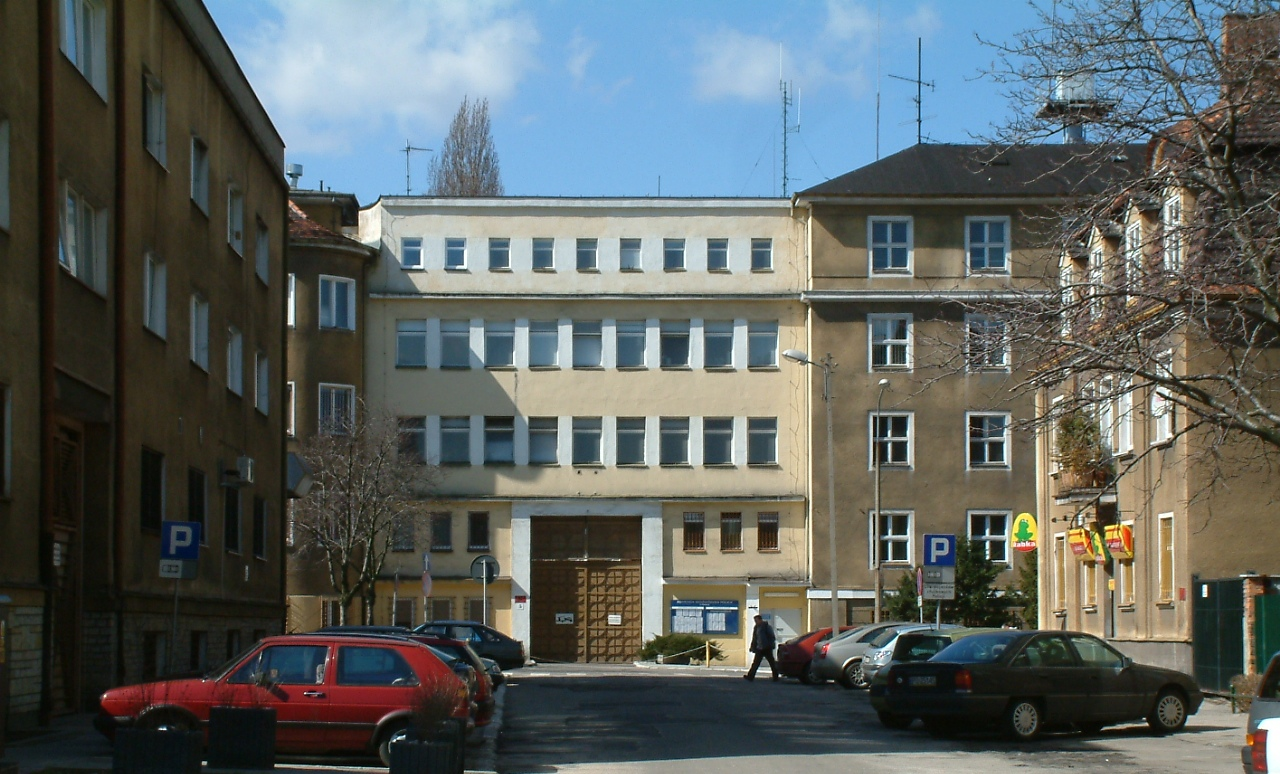
Dawna siedziba WUBP w Poznaniu przy ul. Kochanowskiego

Pierwsze procesy odbyły się zimą 1952 r. Wszyscy członkowie, z wyjątkiem Wacława Skorobogatego, zostali skazani na karę pozbawienia wolności:
- Jan Bachnij ps. „Piko” – kara łączna 8 lat
- Seweryn Balcerek ps. „Sęp” – 6 lat
- Eugeniusz Borowik ps. „Orzeł” – 5,5 roku
- Józef Franków ps. „Zając” – 7 lat
- Helena Janowicz ps. „Bogna” – 5 lat
- Maria Krawiec ps. „Zdzisława” – 2 lata
- Kazimierz Magdziarz ps. „Kruk” – 5 lat
- Witold Majewski ps. „Marian” – 12 lat
- Antoni Nowakowski ps. „Zygfryd” – kara łączna 10 lat
- Julian Obarymski ps. „Ryszard” – 7 lat
- Ryszard Pyrzyński ps. „Komar” – 3 lata
- Anna Schmidt ps. „Smętek” – 3 lata
- Jerzy Schmidt ps. „Mrówka II” – 3 lata
- Wanda Skrzyńska ps. „Pola” – 2,5 roku
- Zbigniew Skrzyński ps. „Mrówka” – kara łączna 10 lat
- Czesław Staniewicz ps. „Alojzy” – 6,5 roku; zmarł w niewyjaśnionych okolicznościach wkrótce po otrzymaniu wyroku
- Walenty Staniewicz ps. „Albert” – 12 lat
- Henryk Szumowski ps. „Górnik” – 9 lat
- Józef Urbanowicz ps. „Pantera” – 6 lat

Grunwaldowcy odbywali kary w więzieniach w: Goleniowie, Potulicach, Rawiczu, Wronkach oraz w kamieniołomach w: Piechcinie, Strzelcach Opolskich, a także w obozach pracy w: Dębem koło Sanoka. Strzegomiu, Bielawach, Jaworznie. Dziewczęta zostały skierowane do więzień w Bojanowie i Gronowie.

## Wolność
Nieznaczna część więźniów wyszła na wolność w 1953 r. Reszta dopiero po amnestii w 1956. Wszyscy mieli problemy z powrotem do normalnego życia, władze utrudniały im powrót na uczelnie oraz zdobycie pracy. Po opuszczeniu więzienia jedynie Józef Urbanowicz powrócił na studia. Po ukryciu konspiracyjnej przeszłości, ukończył Akademię Rolniczą w Poznaniu oraz ekonomię na SGGW w Warszawie.
Józef Urbanowicz jest współzałożycielem Wielkopolskiego Oddziału Związku Więźniów Politycznych Okresu Stalinowskiego. Członkami Związku byli również Zbigniew Skrzyński oraz Ryszard Pyrzyński.

## Upamiętnienie
10 listopada 2010 r. w trzcianeckim Liceum Ogólnokształcącym im. Stanisława Staszica odsłonięto tablicę pamiątkową, poświęconą organizacji Grunwald.